# Žujince
Žujince (izvirno srbsko Жујинце) je naselje v Srbiji, ki upravno spada pod Občino Preševo; slednja pa je del Pčinjskega upravnega okraja.

## Demografija
V naselju, katerega izvirno (srbsko-cirilično) ime je Жујинце, živi 714 polnoletnih prebivalcev, pri čemer je njihova povprečna starost 28,4 let (28,3 pri moških in 28,6 pri ženskah). Naselje ima 315 gospodinjstev, pri čemer je povprečno število članov na gospodinjstvo 3,96.
|  |

| Demografija | Demografija     | Demografija     |
| Leto        | Št. prebivalcev | Št. prebivalcev |
| ----------- | --------------- | --------------- |
|             |                 |                 |
|             |                 |                 |
|             |                 |                 |
|             |                 |                 |
| 1948        | 948             |                 |
| 1953        | 1018            |                 |
| 1961        | 1068            |                 |
| 1971        | 1197            |                 |
| 1981        | 1284            |                 |
| 1991        | 1405            | 1331            |
| 2002        | 1759            | 1248            |
|             |                 |                 |

| Etnična sestava po popisu iz leta 2002 | Etnična sestava po popisu iz leta 2002 | Etnična sestava po popisu iz leta 2002 | Etnična sestava po popisu iz leta 2002 | Etnična sestava po popisu iz leta 2002 |
| -------------------------------------- | -------------------------------------- | -------------------------------------- | -------------------------------------- | -------------------------------------- |
| Albanci                                | Albanci                                |                                        | 1.189                                  | 95,27%                                 |
| Srbi                                   | Srbi                                   |                                        | 52                                     | 4,16%                                  |
| Neznano                                | Neznano                                |                                        | 3                                      | 0,24%                                  |